# Helmut Heiland
Helmut Heiland (* 8. Mai 1937 in Nürtingen) lehrte bis zu seiner Emeritierung am 1. Juli 2002 an der Gerhard-Mercator-Universität in Duisburg im Fach Pädagogik mit dem Schwerpunkt Schulpädagogik und Allgemeine Didaktik.

## Leben
Heiland studierte zwischen 1960 und 1965 Pädagogik, Philosophie und Geschichte an den Universitäten in Tübingen und München. Helmut Heiland wurde 1965 bei Otto Friedrich Bollnow mit einer Arbeit zur "Symbolwelt Friedrich Fröbels"  promoviert. Anschließend war er von 1966 bis 1969 als Assistent am Pädagogischen Seminar der Universität Würzburg tätig. Hier habilitierte er sich. Nach Tätigkeiten an der Pädagogischen Hochschule Ruhr und der Pädagogischen Hochschule Ludwigsburg lehrte Heiland seit 1974 als Professor in Duisburg. Er leitete die dortige Fröbel-Forschungsstelle und war Herausgeber der Duisburger Beiträge zur Fröbelforschung sowie der Gesamtausgabe der Briefe von Friedrich Fröbel (in Vorbereitung).
Im Bereich der Regionalgeschichte widmete sich Heiland der Erforschung der evangelischen Gemeinde in Wevelinghoven und publizierte hierzu. Von ihm stammt die Standarddarstellung zum Thema.

## Veröffentlichungen
- Maria Montessori. Mit Selbstzeugnissen und Bilddokumenten. Rowohlt, Reinbek bei Hamburg 1991, ISBN 3-499-50419-7
- 300 Jahre evangelische Kirche Wevelinghoven. In: 900 Jahre Wevelinghoven. Hrsg. vom Geschichtsverein für Grevenbroich und Umgebung e. V. Grevenbroich 1996 (Beiträge zur Geschichte der Stadt Grevenbroich 12), S. 43–55.
- ...und so wohne ich elendig ohne Hülf und Beistand... Festschrift der Evangelischen Kirchengemeinde Wevelinghoven. Grevenbroich 1985.